# Podgórze Rzeszowskie
Podgórze Rzeszowskie (512.52) – mezoregion fizycznogeograficzny w południowo-wschodniej Polsce, stanowiący część Kotliny Sandomierskiej.
Podgórze Rzeszowskie to skrajna, południowa część Kotliny Sandomierskiej, o powierzchni ok. 860 km², położona między dolinami Sanu i Wisłoka. Rozciąga się łukiem o długości ok. 60 km od Rzeszowa po Przemyśl i osiąga wysokości od 240 do 280 m n.p.m. Sąsiaduje na południu z Pogórzem Dynowskim i Pogórzem Przemyskim, a na północy z Pradoliną  Podkarpacką i Doliną Dolnego Sanu.
Na terenie Podgórza Rzeszowskiego leżą miasta: Łańcut, Przeworsk i Kańczuga, a na jego skraju Jarosław i Radymno.

## Linki zewnętrzne

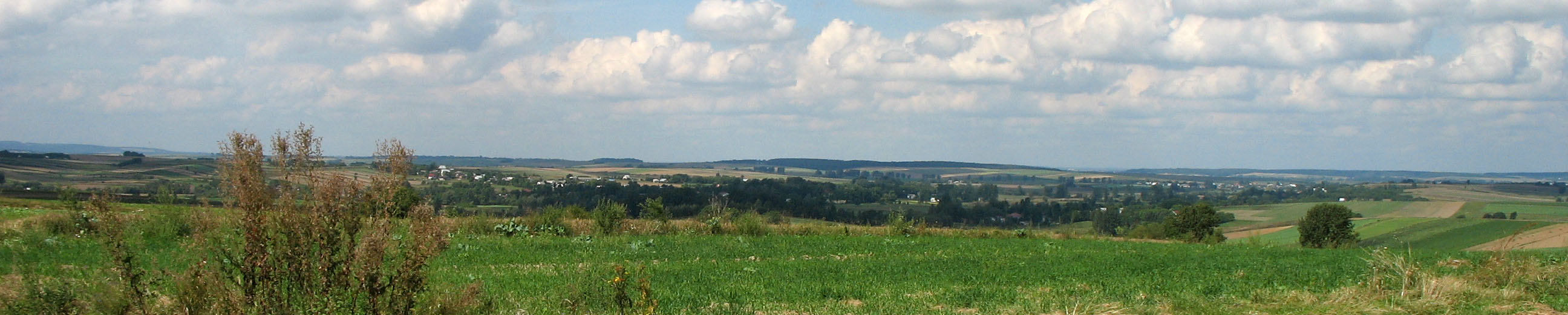
Krajobraz Podgórza Rzeszowskiego – okolice Chorzowa

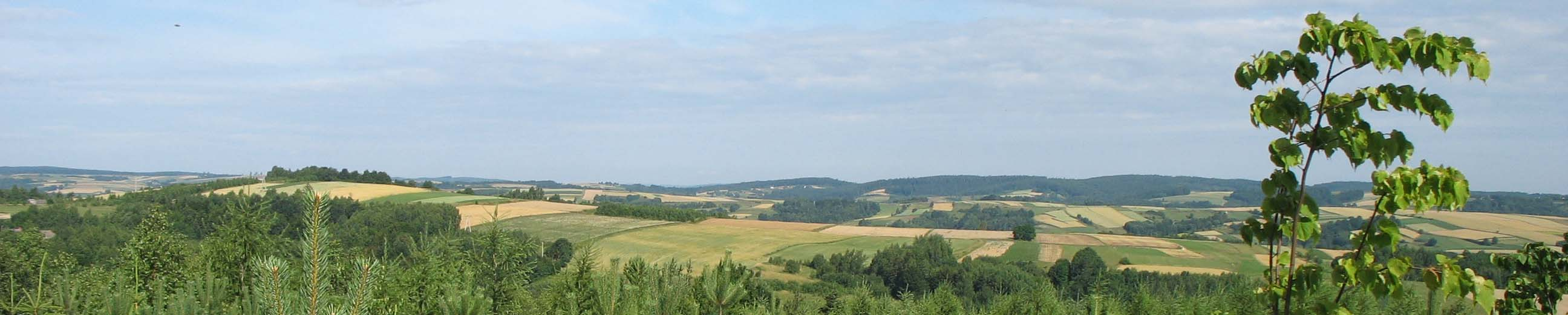
Krajobraz Podgórza Rzeszowskiego – okolice Tyczyna